# Pier Giacomo Pisoni
Pier Giacomo Pisoni (Germignaga, Italia, 8 de julio de 1928 - Germignaga, 8 de febrero de 1991) fue un historiador, paleógrafo y archivista italiano. 
Nacido en Germignaga, cerca de Luino, Italia, él dedicó especialmente su trabajo a la Edad Media y a la historia local moderna del Lago Mayor. Él volvió a descubrir y publicó el comentario del siglo XIV, que fue dado para perdido, sobre el "Infierno" de "La Divina Comedia" de Dante Alighieri, escrito para Guglielmo Maramauro, amigo de Petrarca ("Expositione sopra l'Inferno di Dante Alligieri"). Archivista de los príncipes Borromeo, él transcribió y publicó numerosas epígrafes, documentos, manuscritos, estatutos comunales, letras, libros de cuentas antiguos (como el "Liber tabuli Vitaliani Bonromei"). Él recogió cuentos populares antiguos, él publicó artículos y libros acerca de la historia de Lombardía, monografías sobre monumentos artísticos o familias históricas, como la curiosa historia de los hermanos Mazzardi ("I fratelli della Malpaga"), cinco piratas que en el siglo XV se colocaron en los castillos de Cannero y aterrorizaron todo el Lago Mayor.